# Башня Монпарнас
Башня Монпарнас (фр. tour Montparnasse) — небоскрёб, расположенный в 15-м округе столицы Франции Парижа. Этажность небоскрёба составляет 60 этажей, высота — 210 м. Второе по высоте здание Парижского региона. Строительство небоскрёба велось с 1969 по 1972 год.
Башня Монпарнас — единственный небоскрёб, расположенный внутри городской черты Парижа, а не в его «пригородах».
На верхних этажах здания открыты кафе, сувенирный магазин и обзорная площадка, откуда открывается панорамный вид на большую часть города.

## Критика

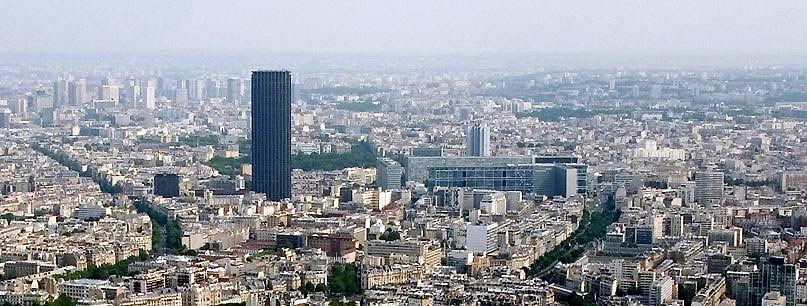
Панорама Парижа с башней Монпарнас (вид с Эйфелевой башни)

Незамысловатый дизайн монолитной башни, её гигантские размеры, а также архитектурный контраст, который она производит в центре исторического Парижа, стали объектом критики, в результате чего строительство небоскрёбов в Париже было запрещено через два года после завершения строительства башни Монпарнас.
В 1960-х гг., когда создавался проект небоскрёба, принцип обеспечивать каждое конторское помещение окнами ещё не стал господствующим. Поэтому в башне Монпарнас окна имеются лишь в офисах, расположенных по периметру.
Существует ироническое высказывание, согласно которому самый красивый вид на Париж открывается с вершины этого небоскрёба, поскольку тогда он сам не попадает в поле зрения. Аналогичное утверждение приписывается Ги де Мопассану относительно его антипатии к Эйфелевой башне.
Согласно опросу, проведённому на интернет-сайте «Виртуальный турист», башня вошла в список самых ужасных строений мира, заняв в нём второе место.

## Галерея

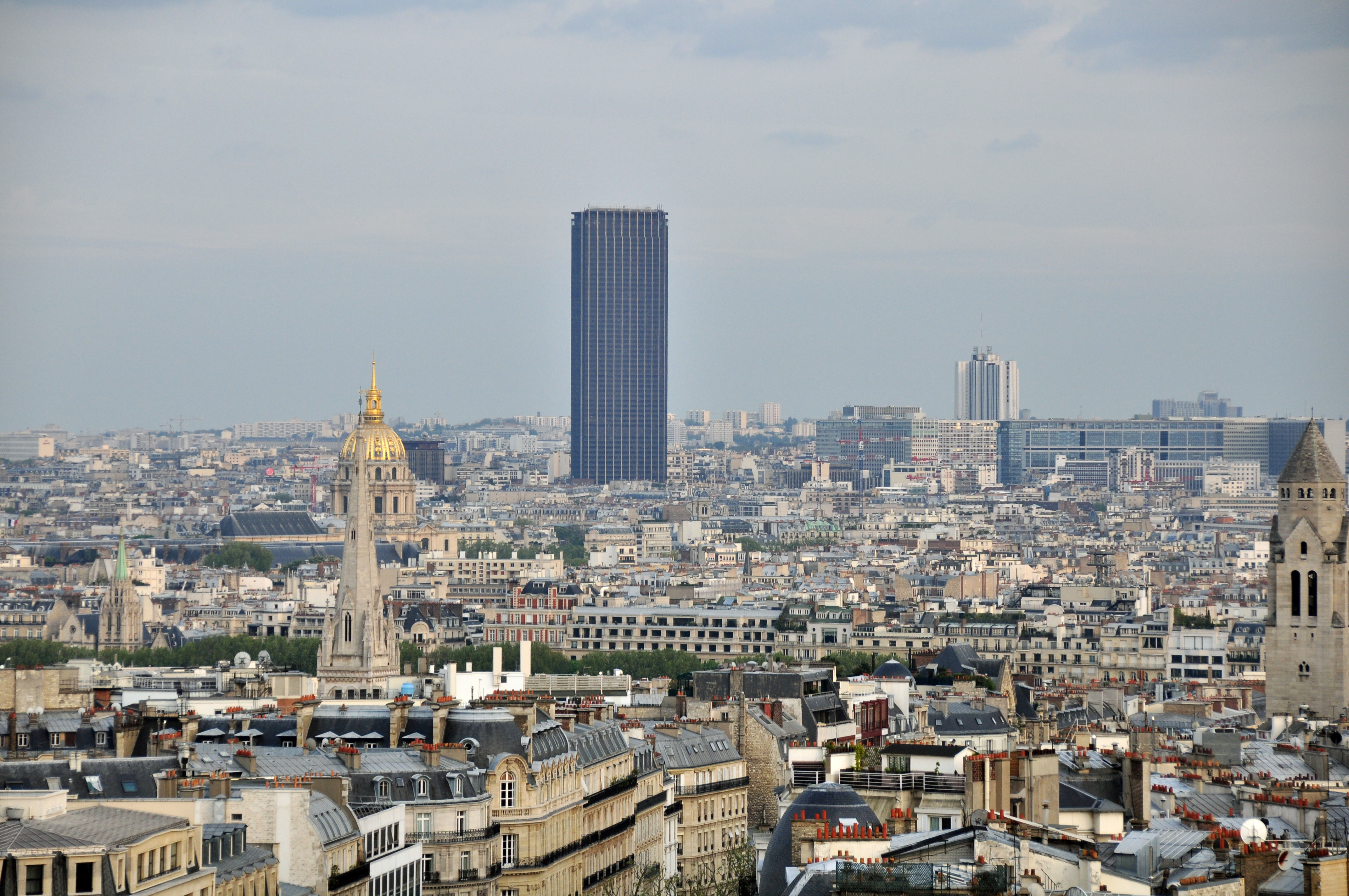
Башня Монпарнас, видимая из Триумфальной арки
Сравнение по высоте с другими достопримечательностями Парижа
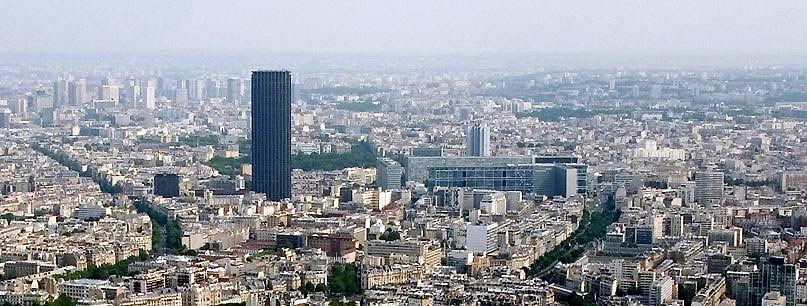
Расположение Башни Монпарнас в Париже
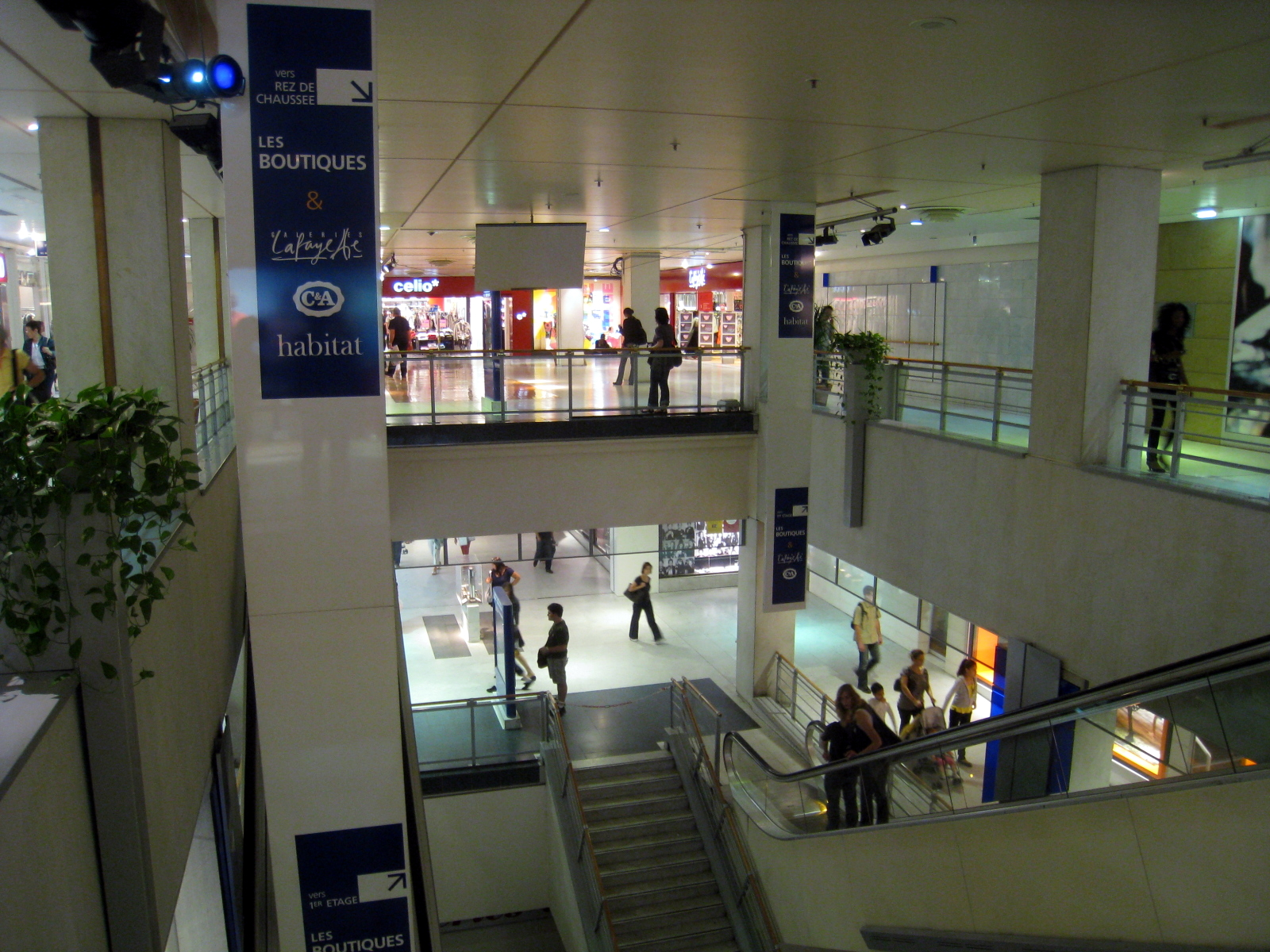
Торговая аркада Башни Монпарнас
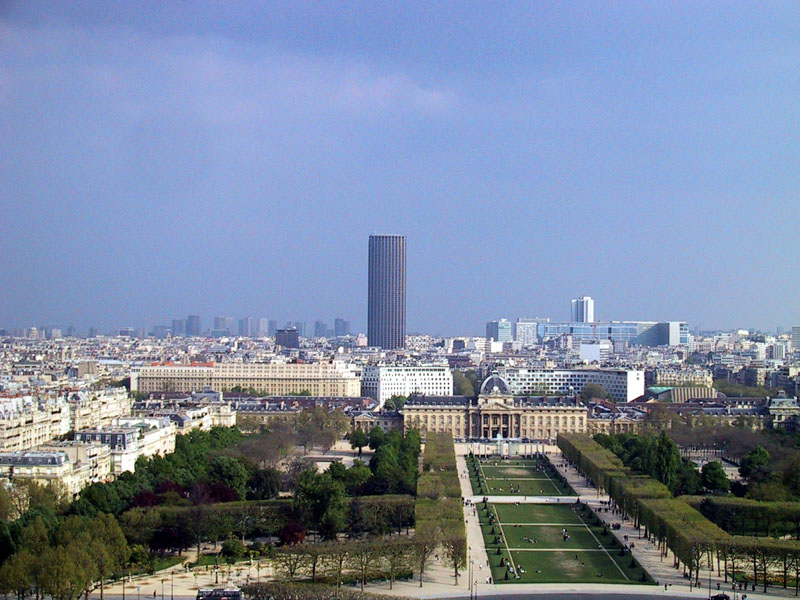
Башня Монпарнас, видимая с Эйфелевой башни
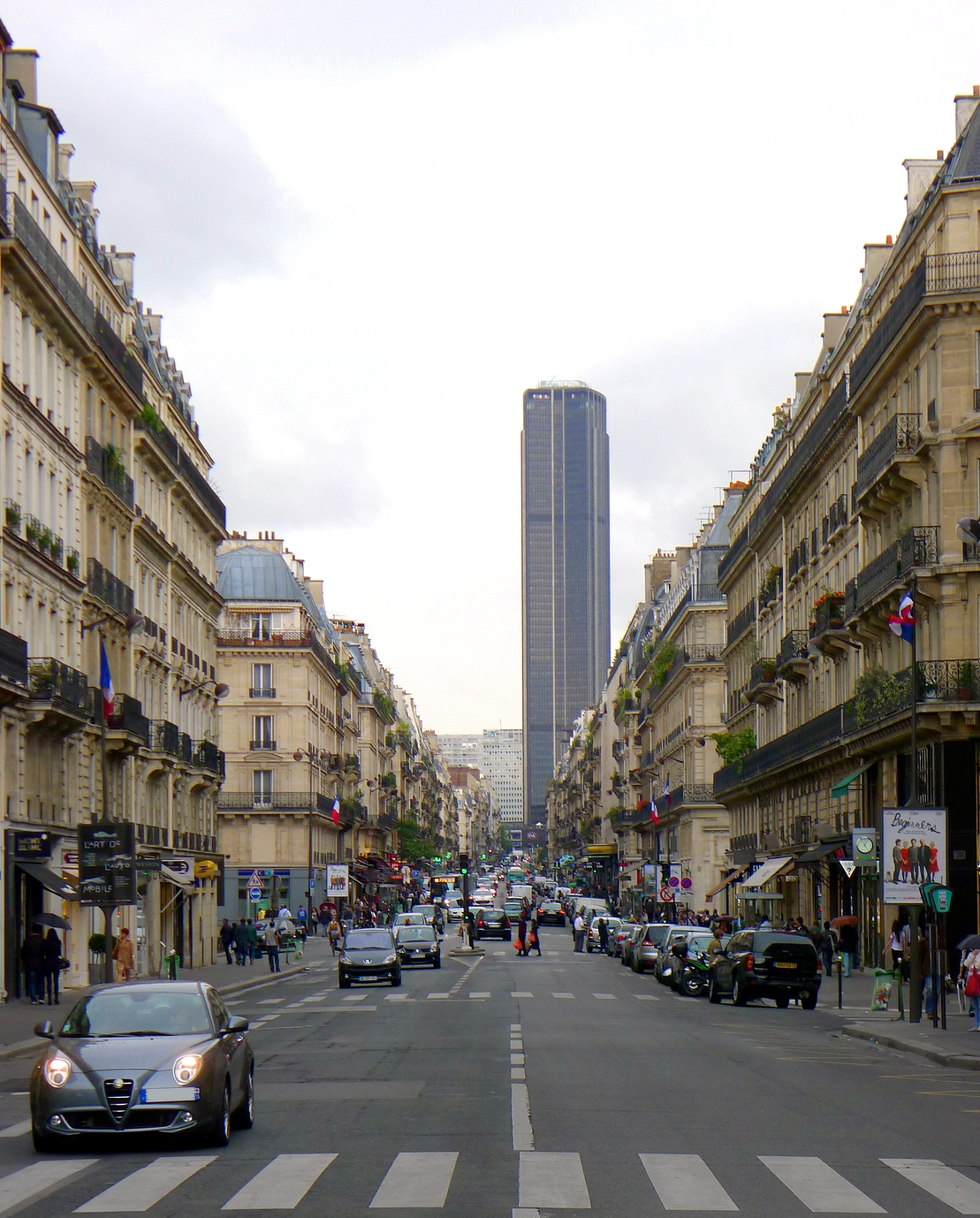
Башня Монпарнас с улицы Ренн
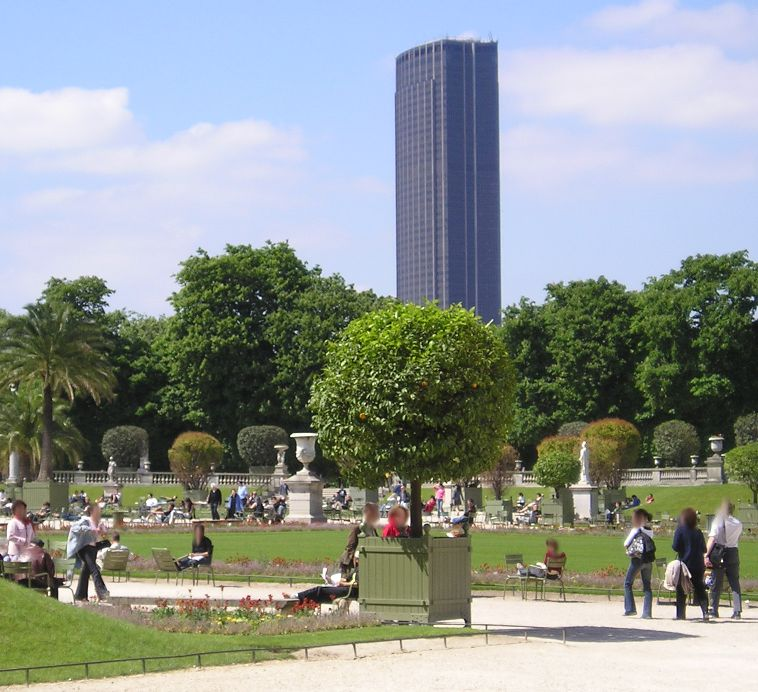
Башня, видимая из Люксембургского сада
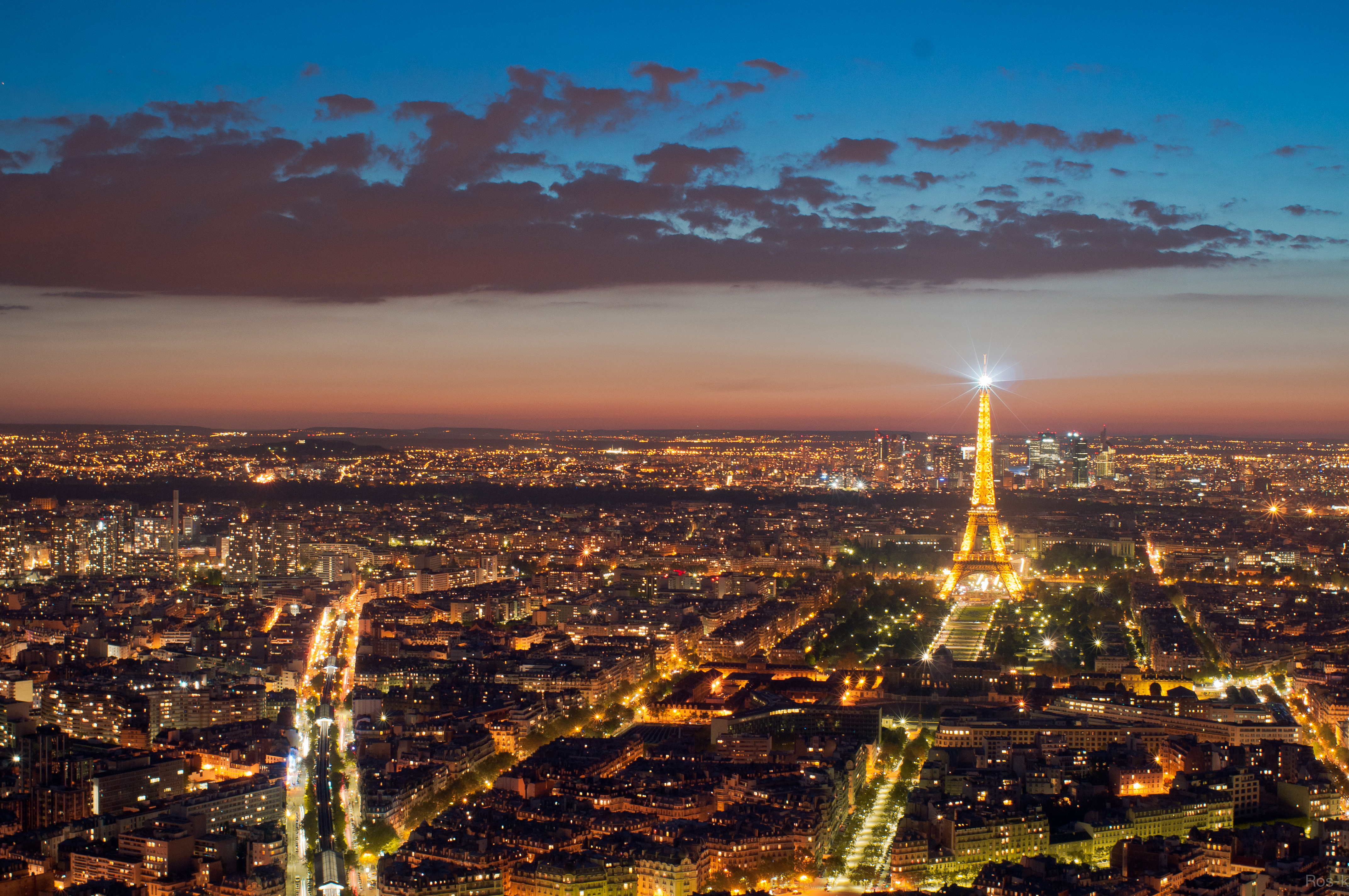
Ночной вид на Эйфелеву башню

## Упоминания в искусстве
- Комедия «Адский небоскрёб»